# آدولف بستلمایر
 آدولف بستلمایر (آلمانی: Adolf Bestelmeyer؛ زاده ۲۱ دسامبر ۱۸۷۵ – درگذشته ۲۱ نوامبر ۱۹۵۷) یک فیزیک‌دان اهل آلمان بود.